# Густав Емар
Густав Емар (фр. Gustave Aimard; 13. септембар 1818 — 20. јун 1883) је био аутор бројних књига о Латинској Америци и дивљем западу.

## Биографија
Рођен је 13. септембра 1818. године у Паризу као Оливије Емар. Његов отац Франсоа Себастијан де ла Порта (1775—1851) је био генерал Наполеонове војске и један од амбасадора владе Луја Филипа I. Био је ожењен војвоткињом де Конњи. Године 1806. су добили ћерку Алатрис Росалба Фани, убрзо након чега је војвоткиња преминула. Фани је подигла бака, војвоткиња де Конњи. Емар је као беба дат породици која је плаћена да га одгаја. Са девет или дванаест година је био послат на брод за харинге. Касније, око 1838. године, кратко је служио у француској морнарици. После боравка у Америци, где је прихваћен у племе Команча, вратио се у Париз 1847. године када је његова полусестра, војвоткиња де Шоазел-Праслин, брутално убијена. Никада се није помирио са својом биолошком породицом и они га нису званично признали. Поново је отишао у Америку као један од 150 рудара који су ангажовани од војводе де Раусета Булбона да раде у Мексику. Међутим, рударске дозволе нису издате и војвода је одустао од те одлуке. Освојио је Ермосиљо 13. октобра 1852. године када се војвода тешко разболео и мештани су одмах поново заузели своје село. Рудари су побегли и Емар се поново вратио у Француску. Године 1854. се оженио и написао је око седамдесет књига од којих су многе о америчким староседеоцима, садрже многе аутобиографске, антрополошке и историјске чињенице. Већина његових књига је преведено на више од десет језика. Писао је и о свом искуству у Мексику 1852. године и о убиству полусестре Фани у Te Land en Te Water I & II. Године 1870. су Емар и други чланови штампе учествовали у Француско-пруском рату о којем је писао у својим књигама чиме је изгубио читалачку публику. Године 1879. је посетио Рио де Жанеиро где га је примио Педро II од Бразила и прославио се. Објавио је свој дневник путовања под називом Mon Dernier Voyage, Le Brésil Nouveau 1886. Преминуо је 20. јуна 1883. у Паризу.

## Радови
- The Frontiersmen (1854)
- The Border Rifles: A Tale of the Texan War
- The Indian Scout: A Story of the Aztec City
- Stronghand; or, The Noble Revenge
- The Buccaneer Chief: A Romance of the Spanish Main
- The Trail-Hunter: A Tale of the Far (1861)
- The Freebooters: A Story of the Texan War
- The Red River Half-Breed: A Tale of the Wild North-West (1860—1855)
- The Guide of the Desert (1863—1855)
- The Treasure of Pearls: A Romance of Adventures in California (1863—1885)
- The Flying Horseman (1863—1885)
- The Prairie Flower: A Tale of the Indian Border (1874)
- The Red Track: A Story of Social Life in Mexico[4]
- The Pirates of the Prairies: Adventures in the American Desert
- The Pearl of the Andes: A Tale of Love and Adventure (1884)